# Biantes albimanum
Biantes albimanum is een hooiwagen uit de familie Biantidae. De wetenschappelijke naam van Biantes albimanum gaat terug op Loman.